# Касумов, Имран Ашум оглы
Имран Ашум оглы Касумов (азерб. İmran Haşım oğlu Qasımov; 1918—1981) — азербайджанский советский писатель, драматург, сценарист. Народный писатель Азербайджанской ССР (1979), заслуженный деятель искусств Азербайджанской ССР (1959).

## Биография
Родился 25 ноября 1918 года в Баку в интеллигентской семье.
Имран ещё в школьные годы начал посещать различные литературные кружки.
В 1934 году он окончил среднюю школу. В том же году поступил на филологический факультет Азербайджанского государственного университета. В 1938 году учился на Высших курсах киносценаристов в Москве. Член ВКП(б) с 1946 года. После окончания курсов работал некоторое время в Москве. Возвратившись в Баку, работал первым заместителем министра кинематографии Азербайджанской ССР, главным редактором журнала «Литературный Азербайджан». В 1975—1981 годах работал на должности первого секретаря правления Союза писателей Азербайджанской ССР. Был депутатом ВС СССР 9 — 10-го созывов.
Умер 20 апреля 1981 года. Похоронен в Баку на Аллее почётного захоронения.

### Семья
Его тезка-дядя вместе с Узеиром Гаджибековым, Сарабским, Аббас Мирзой Шарифзаде участвовал в образовании и развитии Азербайджанского национального музыкального театра. Дед, Гаджи Касумов, был одним из первых азербайджанских инженеров, получивших высшее образование в Санкт-Петербурге.
Внук — народный артист Азербайджанской Республики Адигезалзаде, Мурад Зохраб оглы.

## Пьесы

Мемориальная доска на стене дома в Баку, в котором жил Имран Касумов

- «Мечта» (1938)
- «Заря над Каспием» (1950)
- «Море любит отважных» (1954)
- «На дальних берегах» (1957)
- «Зачем ты живешь?» (1960)

## Сценарист
- «Её большое сердце» (1959)
- «Настоящий друг» (1960)
- «Человек бросает якорь» (1968)
- «Повесть о нефтяниках Каспия» (1953; совместно с Р. Л. Карменом)
- «Покорители моря» (1959; совместно с Р. Л. Карменом)
- «На дальних берегах» (1958; совместно с Г. Сеидбейли)
- «Наша улица» (1962)
- Новелла «Вершина» — (в фильме «Кого мы больше любим», 1966)
- «Брежнев в Баку» (1980)

## Награды и премии
- орден Ленина (1978)
- орден Трудового Красного Знамени (1968)
- орден «Знак Почёта» (09.06.1959)
- медали
- заслуженный деятель искусств Азербайджанской ССР
- народный писатель Азербайджанской ССР
- Государственная премия Азербайджанской ССР
- Почётная Грамота Президиума Верховного Совета Азербайджанской ССР (01.06.1974)[4]